# Stefan Oechslin
Stefan Oechslin (* 14. März 1898 in Einsiedeln; † 24. März 1980 ebenda, heimatberechtigt in Einsiedeln) war ein Schweizer Politiker (Katholisch-Konservative).

## Biografie
Stefan Oechslin, Sohn des Landwirts Tobias Oechslin, war nach Absolvierung des Kantonalen Lehrerseminars in Rickenbach bei Schwyz von 1918 bis 1952 als Amtsschreiber und Zivilstandsbeamter in Einsiedeln angestellt. In der Folge nahm er 1953 ein Verwaltungsratsmandat in der Etzelwerk AG wahr. Zuletzt fungierte er von 1968 bis 1975 als Verwaltungsratspräsident des "Einsiedler Anzeigers". In der Schweizer Armee diente Oechslin im Rang eines Oberstleutnants. Er wurde als Ehrenmitglied in den Zentralschweizerischen Unteroffiziersverein sowie die Schweizerische Stiftung zur Erhaltung der Hohlen Gasse aufgenommen.
Stefan Oechslin heiratete im Jahr 1939 Helene geborene Wallimann. Er verstarb am 24. März 1980 zehn Tage nach Vollendung seines 82. Lebensjahres in Einsiedeln.

## Politischer Werdegang
Stefan Oechslin, Mitglied der Katholisch-Konservativen Volkspartei, gehörte zunächst von 1928 bis 1948 dem Schwyzer Kantonsrat an, dem er zwischen 1941 und 1942 auch als Präsident vorstand. 1952 erfolgte seine Wahl in den Regierungsrat gewählt, in dem er bis 1968 vertreten war. Dort stand er zuerst dem Finanzdepartement, danach ab 1958 dem Baudepartement vor. Zusätzlich amtierte er von 1954 bis 1956 als Landammann. Ausserdem präsidierte er von 1949 bis 1962 die Schwyzer Katholisch-konservative Volkspartei.
In Stefan Oechslins Amtszeit konnte unter anderem die Verkehrssanierung in Biberbrugg realisiert werden.